# Diner (pel·lícula)
 Diner és una pel·lícula estatunidenca dirigida per Barry Levinson en 1982.

## Argument
La intriga passa a Baltimore el 1959. Diner és la història d'un grup d'amics, amics de la universitat de fa una vintena d'anys, que es reuneixen per celebrar el matrimoni d'un d'ells per a un sopar al "Felles point ". Aquesta pel·lícula semiautobiogràfica explora l'evolució de les relacions amistoses adolescents en el pas a l'edat adulta. L'evolució narrativa es compon d'una successió de retrats més que una narració tradicional. A més, el guió era majoritàriament no escrit, Levinson preferia filmar de mica en mica i deixar pista lliure als actors per augmentar la camaraderia natural a la pantalla.

## Repartiment
- Steve Guttenberg: Eddie Simmons
- Daniel Stern: Laurence "Shrevie" Shreiber
- Mickey Rourke: Robert "Boogie" Sheftell
- Kevin Bacon: Timothy Fenwick, Jr.
- Timothy Daly): Billy Howard
- Ellen Barkin: Beth
- Paul Reiser: Modell
- Michael Tucker: Bagel
- Kathryn Dowling: Barbara

## Comentari
Diner és una pel·lícula escrita i dirigida per Barry Levinson, i Avalon, Tin Men i Liberty Heights constitueixen la seva sèrie de Pel·lícules sobre Baltimore.

## Premis i nominacions

### Nominacions
- 1983. Oscar al millor guió original per Barry Levinson
- 1983. Globus d'Or a la millor pel·lícula musical o còmica